# Верекунд
Верекунд (Верекунд Юнкский; лат. Verecundus; конец V века — 552, Халкидон) — церковный деятель, латинский христианский писатель и богослов вандальского и наступившего затем византийского времени, епископ города Юнка (Иунка, Унга, провинция Бизацена в римской Северной Африке, современный Тунис).

## Биография
О жизни Верекунда мало известно. Он родился в конце V века и ещё застал вандальскую власть в Африке. Византийский период его жизни и деятельности охватывает около двадцати лет.
В источниках Верекунд появляется в описании войны византийцев в Африке с мятежными племенами мавров. В поэме Кориппа «Иоанниада, или о Ливийской войне» сообщается, что весной 548 года мавританские отряды из частей под предводительством вождей Каркасана и Анталаса окружили лишённый стен город Юнка. Однако они удалились без грабежа благодаря вмешательству епископа («sacerdos») (Иоанниада. VII. 481—485), причём в поэме подчеркивается, что он «непрестанно молится за латинский лагерь» (Иоанниада. VII. 492).
В церковно-богословских делах Верекунд был ревностным противником эдикта императора Юстиниана I «О трёх главах», осудившего епископов Феодора Мопсуестийского, Феодорита Кирского и Иву Эдесского. Вместе с папой римским Вигилием и епископом Гадрумета Примасием Верекунд периодически находился в Константинополе с 547 года, где продолжал протестовать против осуждения «трёх глав». Он также представлял Бизацену на подготавливавшемся церковном соборе. Вызванные в столицу, они прибыли Константинополь летом 551 года. Греческие епископы обещаниями и угрозами побуждали их анафематизировать три главы. Вигилий же и африканские епископы сопротивлялись давлению, несмотря на трудности. Дошло до того, что 14 августа 551 года папа Вигилий отлучил епископа Кесарийско-Каппадокийского Феодора Аскиды, религиозного советника и вдохновителя императора Юстиниана I на осуждение трёх глав. Примасий и Верекунд находились на стороне Вигилия, и все они, опасаясь гонений, укрылись в церкви Святого Петра возле дворца Ормизда. Вскоре условия их пребывания в Константинополе стали совсем невыносимыми. 23 декабря папа Вигилий, несмотря на то, что за его резиденцией тщательно следили, смог бежать через Босфор и добраться до церкви святой Евфимии в Халкидоне. Примасий и Верекунд последовали за ним несколько дней спустя и также укрылись в этой церкви. Однако в начале 552 года Верекунд скончался в соседней с этой церковью гостинице .
Помимо Кориппа, о Верекунде и его смерти в своей латиноязычной «Всемирной хронике» (Chronicon) кратко упоминал приверженец «трёх глав» Виктор Туннунский. Также о Верекунде сообщается в сочинении Исидора Севильского «О знаменитых мужах (De viris illustribus)» (Глава 7. Верекунд, епископ Африканский).
Епископа Верекунда Юнкского не следует путать со святым Верекундом, умершим 22 октября 522 года епископом Веронским.

## Сочинения
Верекунд написал на латинском языке несколько произведений. В девяти книгах «Толкований на церковные песнопения (Commentarii super Cantica Ecclesiastica)» он, подражая Оригену Александрийскому и Августину Блаженному, аллегорически интерпретировал библейские песни. В поэме «Песни об исполнении покаяния (Carmen de satisfactione poenitentiae)», состоящей из 212 дактильных гекзаметрров, Верекунд ориентировался на стиль Драконтия, также африканского латинского поэта вандальского времени. Верекунду также приписывают «Извлечения из деяний Халкидонского Собора (Excerptiones de gestis Chalcedonensis Consilii)», но современные исследователи его авторство считают сомнительным.
Верекунд представляет интерес прежде всего как христианский поэт. Его эпическая поэма «Песни об исполнении покаяния» носит богословский характер, что сближает его с христианскими латинскими поэтами Запада (Гаем Ювенком, Целием Седулием, Алцимом Авитом и другими). В поэме Верекунда изображается страдание души, исповедующейся Господу после печального жизненного опыта и возлагающей надежду на Его милосердие. В христианской латинской поэзии ранней Византии таких произведений нет. Однако византийский период жизни Верекунда как латинского поэта ранней Византии ставит его в ряд африканских латинских поэтов поздней античности (Присциан Цезарейский, Кресконий Корипп). В целом же, место Верекунда в литературе уникально: он единственный латинский христианский богословский поэт ранней Византии, продолжавший эпические традиции.

### Издания сочинений Верекунда
Впервые сочинения Верекунда были изданы кардиналом Жан-Батистом Питра (Spicilegium Solesmense. Paris: Firmin-Didot, 1858. T. IV). Критическое издание поэмы Верекунда выпустил в Швеции Эрик Куллендорф (Лунд, 1943). Перевод поэмы на английский язык издал Дж. Стеббинс (Католический университет Америки, 1959). Оригинал поэмы Верекунда вместе с «Commentarii super Cantica Ecclesiastica» издан в Corpus Christianorum: Series Latina 93 (Tunrholti, Brepols, 1976). Вышло и еще одно издание поэмы Верекунда (под редакцией Мария Грация Бьянко; Неаполь, 1984). Русских переводов Верекунда пока нет.
Издания:
- Patrologiae Latinae supplementum / Ed. A. Hamman. — Paris: Garnier, 1971. — Vol. IV (Ad vol. 67—96 Patrologiae Latinae). — P. 39—234.
- Verecundi Juncensis. Opera: Commentarii super cantica ecclesiastica. Carmen de satisfactione paenitentiae / Ed. R. Demeulenaere. — Turhout: Brepols, 1976. — (Corpus Christianorum: Series Latina / Continuatio mediaevalis; № 93).
- Verecundi Juncensis. Carmen de satisfactione poenitentiae / Ed. Maria Grazia Bianco. — Napoli: M. D’Auria, 1984.